# Vallée du Trient
La vallée du Trient, ou val de Trient, est une vallée du canton du Valais en Suisse. Elle est latérale à la vallée du Rhône. Elle doit son nom au torrent appelé Trient qui est issu du glacier du Trient et qui la parcourt.

## Géographie

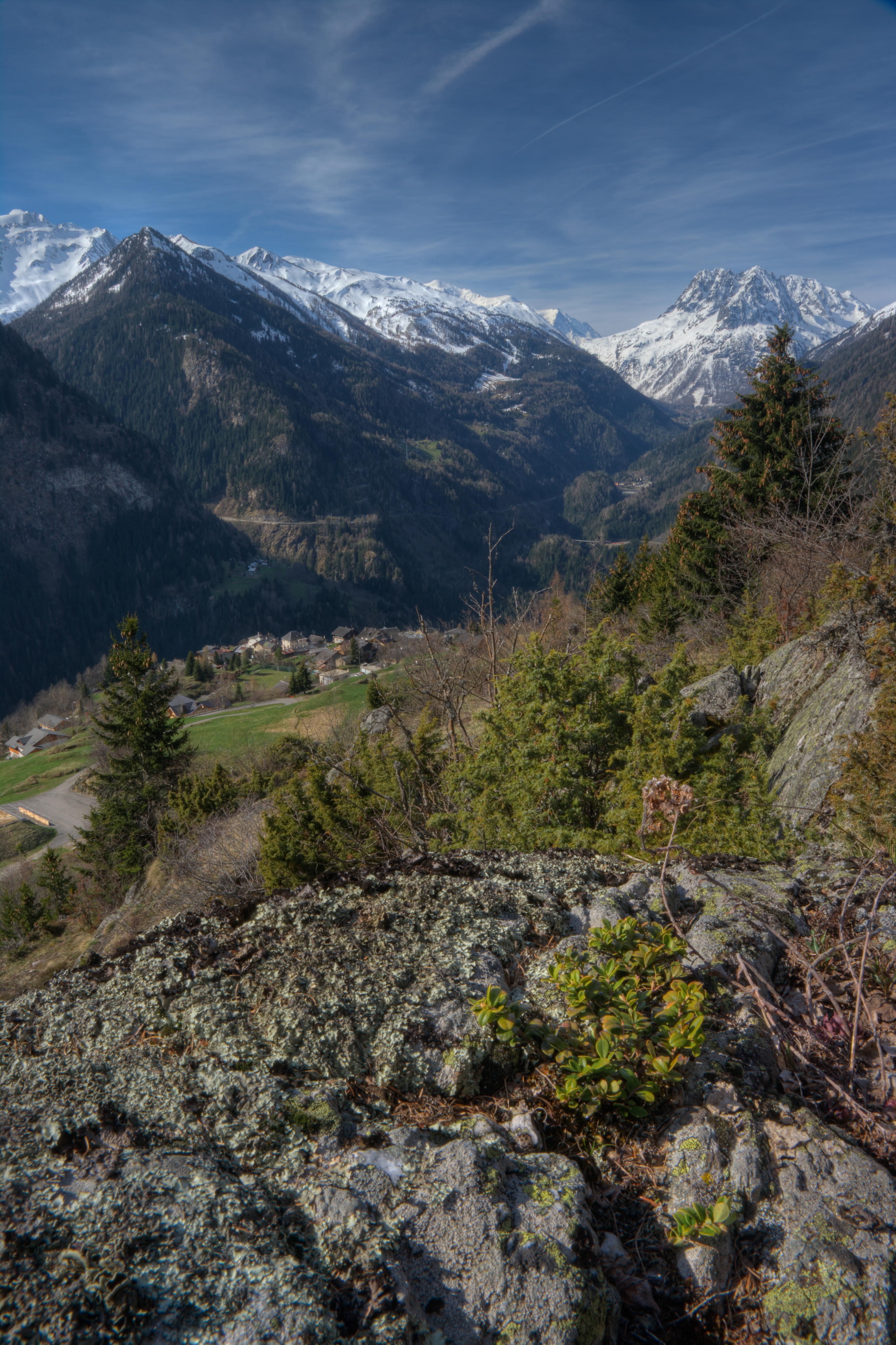
Vue de Finhaut et de la vallée du Trient.

La vallée du Trient est traversée par la rivière Trient et son affluent l'Eau Noire. Elle se trouve dans le bassin versant du Rhône. Il y a deux glaciers dans le val au-dessus de Trient : le glacier du Trient et le glacier des Grands. Le val possède aussi deux lacs de barrage : le lac d'Émosson et le lac du Vieux Émosson. Administrativement, la vallée se situe à cheval entre le district de Martigny et le district de Saint-Maurice.
Depuis 1997, l'Institut pour l'étude de la neige et des avalanches exploite une station de mesure du vent au sommet du Luisin et une station de mesure de la neige au lieu-dit de L'Écreuleuse avec une hauteur maximale de neige mesurée de 492 cm.
Les principaux sommets de la vallée du Trient sont : 
- l'aiguille du Tour (3 452 m) ;
- le Mont Ruan (3 057 m) ;
- la Tour Sallière (3 220 m) ;
- le Luisin (2 786 m) ;
- le Génépi (2 882 m).

### Communes et localités
- Trient (commune)
- Finhaut (commune)
- Vernayaz (commune)
- Le Trétien
- Les Marécottes
- Salvan (commune)
- Giétroz
- Le Châtelard

### Géologie
D'un point de vue géologique, une partie de la vallée est composée principalement de roches argilo-calcaires (massif du Giffre) et l'autre partie de roches granitiques (massif du Mont-Blanc). En outre, plusieurs gisements de métaux sont présents, dont certains furent exploités. Il y a deux gisements d'uranium au-dessus du Châtelard aux environs de Giétroz et au lieu-dit de Balayé,. Le second a été exploité pendant la construction de la centrale du Nant de Drant. Au-dessus des Marécottes, un affleurement d'uranium, de tungstène et de molybdène a été découvert mais n'est pas exploité. À l'ouest de Trient, au lieu-dit des Tseppes, se trouve un ancien gisement de fer, la « mine de l'Évêque », qui fut encore exploitée au XIXe siècle,. Un gisement d'or se trouve aux environs du glacier du Trient. La région comporte aussi quatre gisements d'anthracite qui ont été exploités au XIXe siècle, pendant la Première Guerre mondiale et/ou pendant la Seconde Guerre mondiale,,,.

## Transports
Il n'existe pas de route carrossable qui la parcourt de bout en bout. Les villages de Finhaut et du Trétien, bien que proches, ne sont pas reliés par une route. La vallée est en revanche parcourue par le chemin de fer Martigny-Châtelard. L'association « Train nostalgique du Trient » entretient des trains du début du XXe siècle ayant roulé sur ce tronçon.
Une route permet de relier Salvan, Les Marécottes et Le Trétien depuis Martigny grâce au pont de Gueuroz achevé en 1934. Ce pont haut de 187 mètres a été le plus haut d'Europe jusqu'en 1963. Un deuxième pont fut construit en 1994, depuis l'ancien est uniquement accessible aux piétons et aux cyclistes. Une autre route partant de Martigny passe par le col de la Forclaz conduit à Trient, au Châtelard et finalement à Vallorcine en France.
Un funiculaire relie Le Châtelard au lieu-dit les Montiures en passant par le village de Giétroz, ensuite un train panoramique permet d'accéder au pied du barrage d'Émosson et un deuxième funiculaire permet d'atteindre le lac d'Emosson. Le tout étant opéré par Verticalp Emosson, la concession octroyée par la confédération est valable jusqu'en 2025.

## Histoire
La vallée est peuplée depuis le Néolithique. Elle fut d'abord traversée par un sentier muletier, puis par une route carrossable construite entre Chamonix et Vernayaz au XIXe siècle. En 1906, la ligne ferroviaire entre Chamonix et Martigny est ouverte, et finalement en 1957 la route entre Chamonix et Martigny passant par le col de la Forclaz fut ouverte. À l'origine, l'économie de vallée reposait principalement sur l'agriculture de montagne, du bois et la contrebande. Le développement des transports permit l’essor du tourisme et de la découpe de glace du glacier du Trient à la fin du XIXe siècle,,. En 1863, lors de son premier voyage de groupe organisé dans les Alpes, Thomas Cook traversa une partie de la vallée. En effet partant de Chamonix, passant par Vallorcine, ils rejoignirent Martigny en passant par le col de la Forclaz. En 1864, l'écrivain vaudois Eugène Rambert se rendit par deux fois au lieu-dit de Gueuroz, qu'il qualifia de « jolie retraite ».
Au XXe siècle, l'hydroélectrique contribue au développement de la vallée avec le bassin des Marécottes (1925), l'usine électrique de Miéville à Vernayaz (1952) et les barrages d'Émosson (1925, 1955 et 1975),,. La construction du barrage d'Émosson a conduit à l'inondation des hameaux de Barberinne et d'Émosson. Aucun village n'a dû être englouti lors de la construction du barrage du « vieil Émosson ».

## Activités

### Tourisme
La vallée du Trient possède plusieurs attractions touristiques, comme les traces de dinosaures d'Émosson, le zoo des Marécottes, le musée Guglielmo Marconi à Salvan, le domaine skiable des Marécottes, les gorges de la Tête Noire et le bisse du Trient. De plus, la vallée attire des cyclistes grâce au col de la Forclaz et à la montée vers Émosson depuis Finhaut. Une étape du Tour de France 2016 s'y est ainsi terminée. La pratique de l'escalade est possible dans les environs du glacier du Trient ; on y trouve de nombreuses voies avec des roches granitiques.

### Randonnée
La vallée est traversée par la Via Alpina (itinéraire rouge R113 de La Flégère à Trient et R114 de Trient à Champex), le sentier de grande randonnée Tour du Mont-Blanc et aussi par la Via Cook. À Finhaut, se trouve le chemin de Louis des six doigts.
Un chemin de randonnée longe les gorges mystérieuses de Tête Noire, à Trient.

### Protection environnementale
Un projet de parc régional de 222 mètres carrés pourrait voir le jour dans le val. La deuxième plus grande réserve forestière de Suisse se situe dans le val, de plus quelques tourbières y sont protégées.